# Друга мароканска криза
Друга мароканска криза (Агадирска криза или Пантеров скок) се десила 1911. године као последица систематског економског искоришћавања Марока. 1911. године мароканска племена су се побунила против Француза и Султана. Французи су одговорили војном интервенцијом. На то су Немци узвратили и шаљу своју топовњачу СМС Пантеру у луку Агадир и траже од Француза да им предају Мароко или неки други град у Африци. 
Криза је решена Фесовским миром потписаним 30. марта 1912. године којим се Султан Абделхафид одрекао суверенитена над Мароком, чиме је држава постала француски протекторат. Заузврат Француска је дала Немачкој погранични део Конга.

## Историја
Година 1910. последња је година пре избијања Светског рата која је протекла без теже међународне кризе. Следећа година обележена је тзв. Другом мароканском кризом , односно наставком сукоба Немачке и Француске око Марока. Француске трупе су 1911. године окупирале мароканску престоницу Фес под изговором заштите француских поданика и гушења немира. Очигледно, Мароко је прелазио под власт Француске. Немачка влада поново је пошла путем застрашивања. Свет је остао шокиран вешћу да се 1. јула 1911. године на атлантској обали Марока, у заливу Агадир, укотвио немачки ратни брод „Пантер“. Агадир је био изванредно значајна стратешка тачка у северозападној Африци јер се налазио недалеко од Гибралтара. Немци су настојали да Агадир буде нека врста залоге, односно компензација за француска освајања у Мароку која Немци нису могли спречити. Француски посланик Камбон питао је немачког државног секретара за спољне послове какву компензацију Немци траже за Агадир. Немци су тражили читави француски Конго, што се морало одбити. 
Опасност од рата спречена је одлучном интервенцијом Енглеске. Лојд Џорџ  је изјавио да се у мароканском питању Енглеска неће либити рата са Немачком. Речи британског министра навеле су Виљема II да одустане од својих нереалних претензија. Француско-немачки споразум потписан је исте године. Немачка је поново прихватила француски протекторат над Мароком, а за узврат није добила цео Конго већ његов део (мањи од француског) који је прикључен немачком Камеруну. Немачки империјалисти нису били задовољни споразумом сматрајући да је Немачка добила мало. Критиковали су владу због њене попустљивости. 
Споразум у Фесу изазвао је незадовољство у самом Мароку. Избија устанак у коме је збачен султан Абд ел Хафид 1911. године. Пад мароканског султана Французи и Шпанци искористиће као повод да, након завршетка Првог светског рата, поведу рат против тзв. Рифске републике.